# HMS Khedive (D62)
HMS Khedive (D62), nguyên là tàu sân bay hộ tống USS Cordova (CVE-39) (ký hiệu lườn ban đầu AVG-39 và sau đó là ACV-39) của Hải quân Hoa Kỳ thuộc lớp Bogue, được chuyển cho Hải quân Hoàng gia Anh Quốc và đã hoạt động trong Chiến tranh Thế giới thứ hai.
Cordova được đặt lườn vào ngày 30 tháng 12 năm 1942 tại xưởng đóng tàu của hãng Seattle-Tacoma Shipbuilding ở Tacoma, Washington; nó được hạ thủy vào ngày 30 tháng 1 năm 1943, được đỡ đầu bởi Bà A. E. Mitchell, và được xếp lại lớp với ký hiệu lườn CVE-39 vào ngày 15 tháng 7 năm 1943.
Cordova được chuyển cho Anh Quốc vào ngày 25 tháng 8 năm 1943 theo chương trình Cho thuê-cho mượn, được đổi tên thành HMS Khedive (D62), và đã phục vụ trong chiến tranh như một chiếc thuộc lớp Ameer. Khedive đã từng tham gia Chiến dịch Tiderace, cuộc tái chiếm Singapore từ tay người Nhật vào tháng 9 năm 1945, nhưng với việc Nhật Bản đầu hàng, nó chỉ được bố trí thuần túy vì lý do an ninh.
Sau chiến tranh, nó được hoàn trả cho Hoa Kỳ vào ngày 26 tháng 1 năm 1946, rồi được bán để hoạt động hàng hải thương mại tư nhân vào ngày 23 tháng 1 năm 1947 dưới tên gọi Rempang, sau đó đổi tên thành Daphne. Nó được tháo dỡ tại Tây Ban Nha vào năm 1975.